# Protolyse
Die Protolyse (von Proton und altgriechisch λύσις lýsis „Lösung, Auflösung, Beendigung“) (oder auch protolytische Reaktion) ist eine chemische Reaktion, bei der ein Proton (H+-Ion) zwischen zwei Reaktionspartnern übertragen wird. Der Begriff Protolyse bedeutet jedoch sinngemäß die Abspaltung von Protonen. Wegen dieser missverständlichen begrifflichen Ähnlichkeit mit der Hydrolyse oder Photolyse empfiehlt die IUPAC, auf den Begriff zu verzichten, stattdessen sollte besser von Protonen-Übertragungen gesprochen werden.
Die Protolyse ist der entscheidende Vorgang nach der wichtigen Brønstedschen Säure-Base-Theorie. Danach überträgt eine Säure ein Proton (H+) an einen Reaktionspartner. Die als Säure bezeichnete Verbindung wirkt als Protonenspender (Protonendonator), die Base (häufig Wasser) nimmt die Protonen auf und wird daher als Protonenakzeptor bezeichnet. Zwischen den Reaktionspartnern stellt sich ein chemisches Gleichgewicht ein.

## Protolytische Reaktionen
Wird das Gas Chlorwasserstoff (HCl) in Wasser eingebracht, bildet sich unter Protolyse die Salzsäure. In dieser Gleichgewichtsreaktion sind das Molekül HCl und das Ion H3O+ Protonendonatoren, also nach Brønsted Säuren.  H2O und Cl− wirken als Protonenakzeptoren, sie sind nach Brønsted also Basen.
{\displaystyle \mathrm {H_{2}O\ +\ HCl\ \rightleftharpoons \ H_{3}O^{+}\ +\ Cl^{-}} }.
Wird beispielsweise reine Essigsäure (H3C–COOH) in Wasser gegeben, bilden sich unter Protolyse H3O+ und das Acetat-Anion (H3C–COO−). Hier sind CH3COOH und H3O+ Protonendonatoren, während H3C–COO− und H2O Protonenakzeptoren sind.
{\displaystyle \mathrm {H_{3}C{-}COOH\ +\ H_{2}O\ \rightleftharpoons \ H_{3}C{-}COO^{-}\ +\ H_{3}O^{+}} }
Protolyse der zweiprotonigen Verbindung Schwefelsäure in Wasser:
{\displaystyle \mathrm {H_{2}SO_{4}\ +\ 2\ H_{2}O\ \rightleftharpoons \ H_{3}O^{+}\ +\ H_{2}O\ +\ HSO_{4}^{-}\rightleftharpoons \ 2\ H_{3}O^{+}\ +\ SO_{4}^{2-}} }
In dieser Reaktionsgleichung sind die Moleküle H2SO4 und das Ion H3O+ Protonendonatoren, also nach Brønsted Säuren.  H2O und SO42− wirken als Protonenakzeptoren, sie sind nach Brønsted also Basen. Eine besondere Rolle spielt HSO4−, das je nach Reaktionsrichtung als Protonenakzeptor oder Protonendonator reagieren kann. Man bezeichnet Substanzen mit solchen Eigenschaften als Ampholyte.
Wird das Gas Ammoniak (NH3) in Wasser eingeleitet, bilden sich Ammonium-Ionen (NH4+) und Hydroxid-Ionen (OH−). Protonendonatoren sind hier NH4+ und H2O, während  OH− und NH3 Protonenakzeptoren sind.
{\displaystyle \mathrm {NH_{3}\ +\ H_{2}O\;\rightleftharpoons \ NH_{4}^{+}\ +\ OH^{-}} }

## Autoprotolyse
Reines Wasser unterliegt einer sogenannten Autoprotolyse (auch Autodissoziation). Hierbei entstehen Oxoniumionen (H3O+) und Hydroxidionen (OH−). H2O kann sowohl als Protonendonator (als Säure) oder als Protonenakzeptor (als Base) reagieren. Man spricht daher auch hier von einem Ampholyten.
{\displaystyle \mathrm {2\ H_{2}O\ \rightleftharpoons \ H_{3}O^{+}\ +\ OH^{-}} }
Das Gleichgewicht liegt sehr stark auf Seite des Wassers. Das Ionenprodukt für diese Reaktion beträgt bei 298 K (25 °C) etwa 10−14 mol2 l−2. Die Autoprotolyse des Wassers ist der Grund dafür, dass auch chemisch reines Wasser eine zumindest geringe elektrische Leitfähigkeit besitzt. Eine Anwendung der Autoprotolyse zur elektrischen Ladungstrennung findet sich beim Kelvin-Generator, wenn dieser mit chemisch reinem Wasser betrieben wird.
Die Autoprotolyse (und damit der pH-Wert) ist stark temperaturabhängig. So betragen die Ionenprodukte Kw von Wasser (in ᴍ2 = mol2 l−2):
| Tempe- ratur | Kw/10−14ᴍ2 | pKw   | neutraler pH |
| ------------ | ---------- | ----- | ------------ |
| 000 °C       | 00,11      | 14,94 | 7,47         |
| 010 °C       | 00,29      | 14,53 | 7,27         |
| 020 °C       | 00,68      | 14,17 | 7,09         |
| 025 °C       | 01,01      | 14,00 | 7,00         |
| 030 °C       | 01,47      | 13,83 | 6,92         |
| 040 °C       | 02,92      | 13,53 | 6,77         |
| 050 °C       | 05,47      | 13,26 | 6,63         |
| 060 °C       | 09,6       | 13,02 | 6,51         |
| 070 °C       | 16         | 12,80 | 6,40         |
| 080 °C       | 25         | 12,60 | 6,30         |
| 090 °C       | 37         | 12,43 | 6,22         |
| 100 °C       | 54         | 12,27 | 6,14         |

### Modell der Autoprotolyse des Wassers
Wird die Autoprotolyse des Wassers in folgender Form betrachtet:
{\displaystyle \mathrm {\ H_{2}O\ \rightleftharpoons \ H^{+}\ +\ OH^{-}} }
ergibt sich für die Hinreaktion, also die Dissoziation, formal eine Reaktion 0. Ordnung. Für die Rückreaktion folgt so formal eine Reaktion 2. Ordnung.

### Autoprotolyse in nichtwässrigen Lösungen
In Brønstedschen Säure-Base-Reaktionen können neben Wasser auch andere hinreichend polare Lösungsmittel als Reaktionspartner dienen, zum Beispiel Methanol oder Ethanol. Ein gutes Beispiel ist die Autoprotolyse des flüssigen Ammoniaks. Es bilden sich die Ionen Ammonium und Amid.
{\displaystyle \mathrm {2\ NH_{3}\ \rightleftharpoons \ NH_{4}^{+}\ +\ NH_{2}^{-}} }
Ionenprodukt = 10−32
Auch in konzentrierter Schwefelsäure sind analoge Reaktionen bekannt:
{\displaystyle \mathrm {2\ H_{2}SO_{4}\ \rightleftharpoons \ H_{3}SO_{4}^{+}\ +\ HSO_{4}^{-}} }
Ionenprodukt = 10−4
Ebenso von Fluorwasserstoff:
{\displaystyle \mathrm {3\ HF\ \rightleftharpoons \ H_{2}F^{+}\ +\ HF_{2}^{-}} }
Ionenprodukt = 10−10,7 (0 °C)
(Weitere Beispiele unter Ampholyt#Beispiele für Ampholyte.)